# 索爾茲伯里 (新罕布什爾州)
索爾茲伯里（英語：Salisbury）是一個位於美國新罕布什爾州梅里馬克縣的鎮。

## 人口
根據2020年美國人口普查的數據，索爾茲伯里的面積為103.10平方千米，當中陸地面積為102.50平方千米，而水域面積為0.60平方千米。當地共有人口1422人，而人口密度為每平方千米14人。